# Plegoperla
Plegoperla is een geslacht van steenvliegen uit de familie Gripopterygidae. De wetenschappelijke naam van het geslacht is voor het eerst geldig gepubliceerd in 1963 door Illies.

## Soorten
Plegoperla omvat de volgende soorten:
- Plegoperla borggreenae Illies, 1965
- Plegoperla punctata (Froehlich, 1960)